# Julia Mancuso
Julia Marie Mancuso-Fish, ameriška alpska smučarka, * 9. marec 1984, Reno, Nevada, ZDA.
V štirih nastopih na olimpijskih igrah je osvojila naslov olimpijske prvakinje v veleslalomu leta 2006, srebrni medalji v smuku in kombinaciji leta 2010 ter bronasto medaljo v kombinaciji leta 2014. Na svetovnih prvenstvih je nastopila sedemkrat ter osvojila srebrno in bronasti medalji v superveleslalomu, srebrno medaljo v kombinaciji in bronasto v veleslalomu. V svetovnem pokalu je tekmovala petnajst sezon med letoma 2001 in 2018. Osvojila je sedem zmag in še 29 uvrstitev na stopničke. V skupnem seštevku svetovnega pokala je bila najvišje na tretjem mestu leta 2007, v skupnem seštevku disciplin je osvojila dve srebrni in bronasto medaljo v superveleslalomu, srebrno in bronasto medaljo v smuku ter srebrno v kombinaciji.